# Bitwa pod Lucka
Bitwa pod Lucka miała miejsce dnia 31 maja 1307 r. pomiędzy siłami Albrechta I z dynastii Habsburgów a wojskami margrabiego Miśni Fryderyka I Dzielnego oraz margrabiego Łużyc Diezmanna.
Bitwa była elementem konfliktu pomiędzy królami niemieckimi Adolfem z Nassau, a następnie Albrechtem I Habsburgiem z przedstawicielami rodu Wettynów o kontrolę nad Marchią Miśnieńską. 
Armia margrabiego Fryderyka I zaatakowała siły Albrechta I oraz burgrabiego Norymbergi Fryderyka IV w rejonie miejscowości Lucka, odnosząc zwycięstwo. Sukces pozwolił na kontynuację rządów dynastii Wettynów. 
Mieszkańcy Lucka są dzisiaj przekonani o tym, że ich miejscowość właśnie dzięki temu słynnemu zwycięstwu otrzymała prawa miejskie. Z bitwy wywodzi się popularne głównie w Saksonii powiedzonko: "Es wird dir glücken, wie den Schwaben bei Lücken" (oznaczające dosłownie: Tak ci się poszczęści jak Szwabom pod Lücken) czyli "To nie ma szans powodzenia". Jako że żołnierze ze Szwabii stanowili większą część armii cesarskiej, wszystkie późniejsze przekazy właśnie z nimi utożsamiają armię Albrechta.